# Chaudefontaine (Doubs)
Pour les articles homonymes, voir Chaudefontaine.
Pour les articles ayant des titres homophones, voir Chaudfontaine (homonymie).

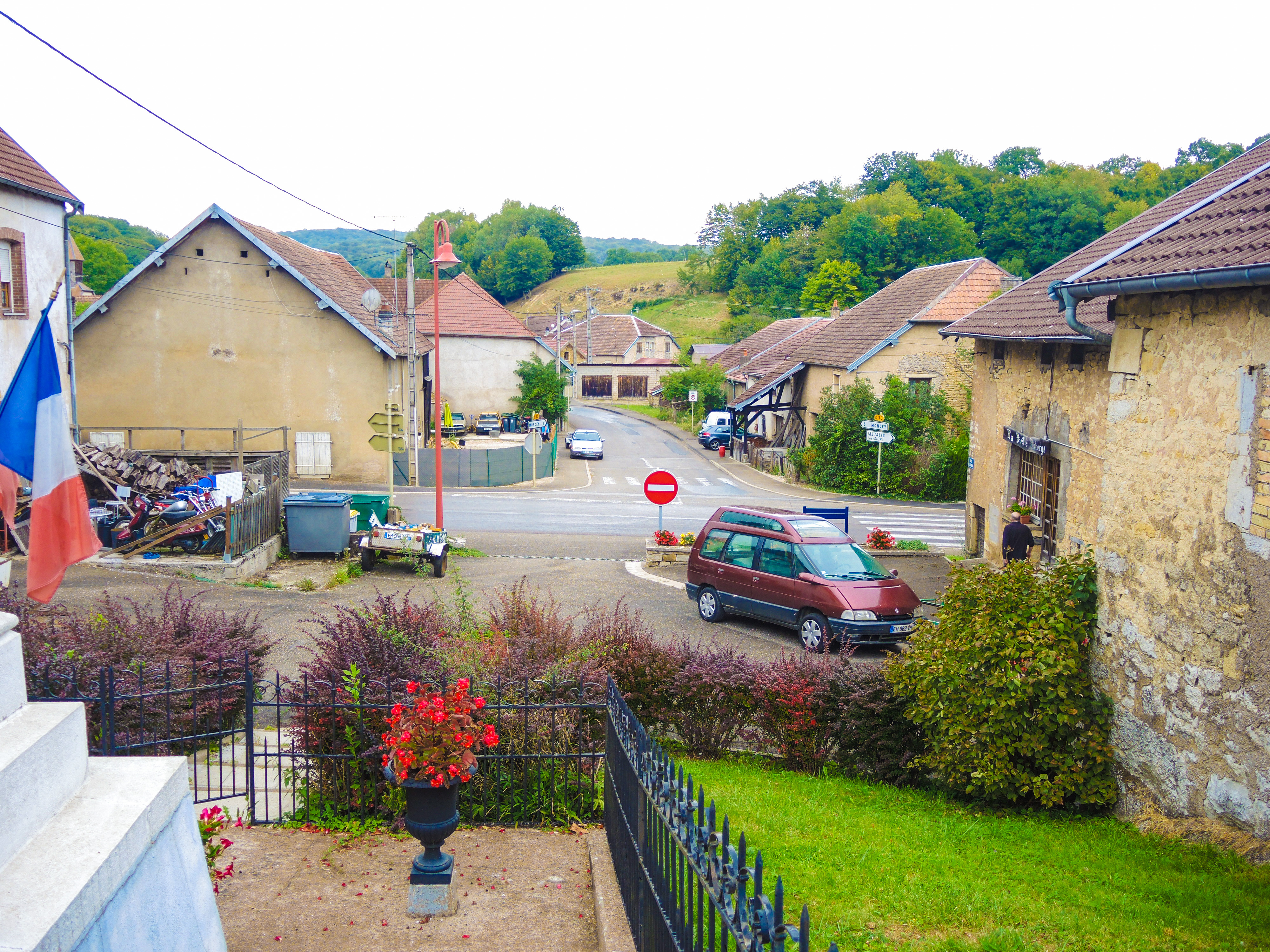
Centre du village, vu de la mairie.

Chaudefontaine est une ancienne commune française située dans le département du Doubs, en région Bourgogne-Franche-Comté.
Ses habitants se nomment les Caldifontains et Caldifontaines.

## Géographie
La commune est traversée d'ouest en est par la Corcelle, petit affluent rive gauche de l'Ognon, qui prend sa source dans la commune de Champoux.

### Transport
La commune est desservie par la ligne  71  du réseau de transport en commun Ginko.

## Histoire
La commune a fusionné avec Marchaux pour former la commune nouvelle de Marchaux-Chaudefontaine au 1er janvier 2018.

## Politique et administration
| Période                                  | Période | Identité      | Étiquette | Qualité  |
| ---------------------------------------- | ------- | ------------- | --------- | -------- |
| 2001                                     | 2008    | Alain Cuche   |           |          |
| 2008                                     | 2017    | Jacky Louison | DVD       | Retraité |
| Les données manquantes sont à compléter. |         |               |           |          |

## Démographie
L'évolution du nombre d'habitants est connue à travers les recensements de la population effectués dans la commune depuis 1793. Pour les communes de moins de 10 000 habitants, une enquête de recensement portant sur toute la population est réalisée tous les cinq ans, les populations de référence des années intermédiaires étant quant à elles estimées par interpolation ou extrapolation. Pour la commune, le premier recensement exhaustif entrant dans le cadre du nouveau dispositif a été réalisé en 2007.

En 2015, la commune comptait 212 habitants, en évolution de −4,07 % par rapport à 2009 (Doubs : +1,88 %, France hors Mayotte : +2,11 %).
| 1793 | 1800 | 1806 | 1821 | 1831 | 1836 | 1841 | 1846 | 1851 |
| ---- | ---- | ---- | ---- | ---- | ---- | ---- | ---- | ---- |
| 156  | 181  | 196  | 235  | 257  | 273  | 263  | 262  | 265  |

| 1856 | 1861 | 1866 | 1872 | 1876 | 1881 | 1886 | 1891 | 1896 |
| ---- | ---- | ---- | ---- | ---- | ---- | ---- | ---- | ---- |
| 215  | 252  | 251  | 205  | 188  | 203  | 204  | 212  | 196  |

| 1901 | 1906 | 1911 | 1921 | 1926 | 1931 | 1936 | 1946 | 1954 |
| ---- | ---- | ---- | ---- | ---- | ---- | ---- | ---- | ---- |
| 212  | 207  | 185  | 148  | 137  | 128  | 101  | 101  | 134  |

| 1962 | 1968 | 1975 | 1982 | 1990 | 1999 | 2006 | 2007 | 2012 |
| ---- | ---- | ---- | ---- | ---- | ---- | ---- | ---- | ---- |
| 140  | 141  | 206  | 245  | 215  | 208  | 220  | 222  | 213  |

| 2015 | - | - | - | - | - | - | - | - |
| ---- | - | - | - | - | - | - | - | - |
| 212  | - | - | - | - | - | - | - | - |

## Lieux et monuments
- Les fontaines, au nombre de cinq, sont l'emblème de la commune reconnue pour sa richesse en eau potable.
- La chapelle saint-Guérin.

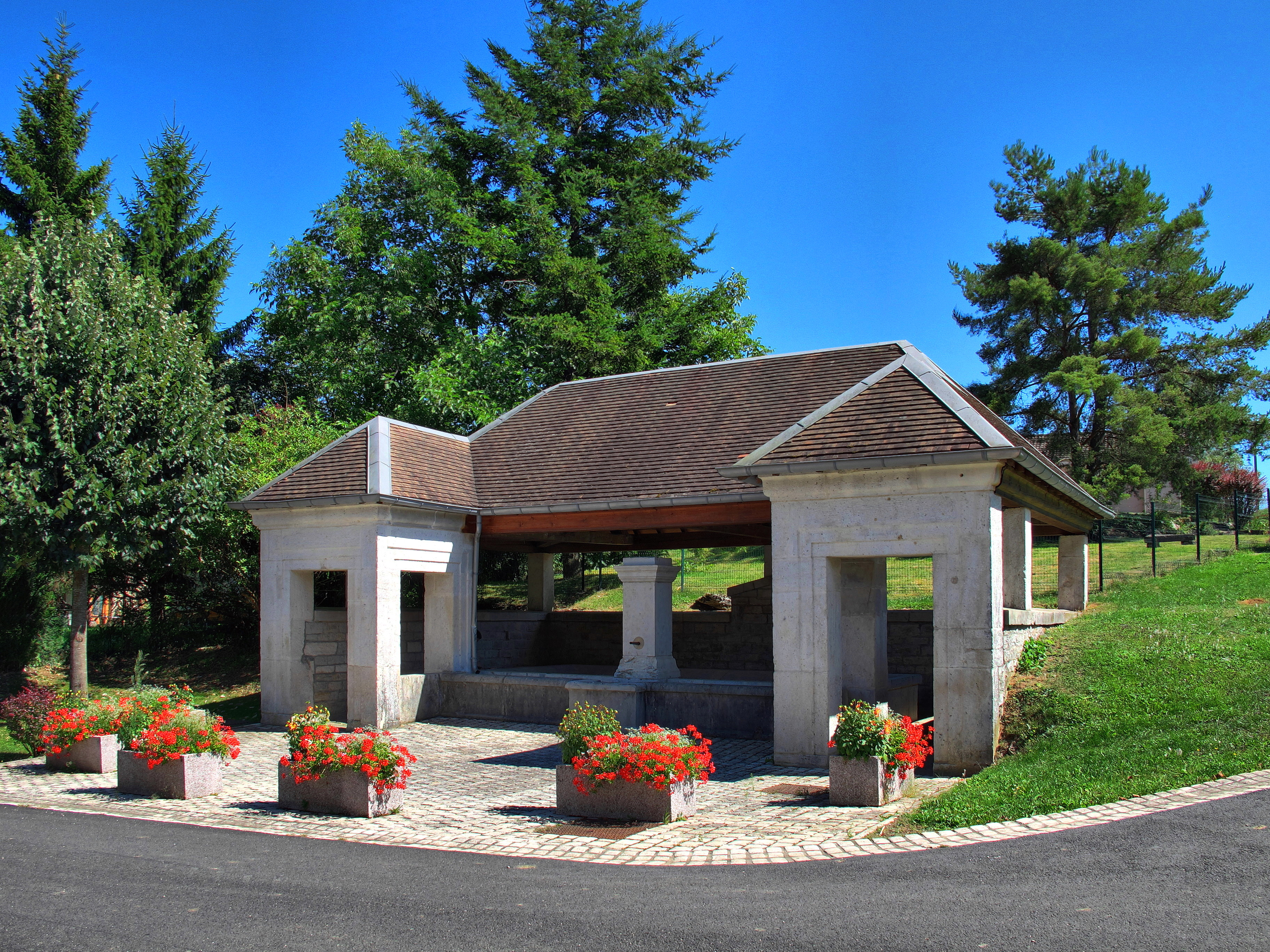
Fontaine-lavoir du haut.
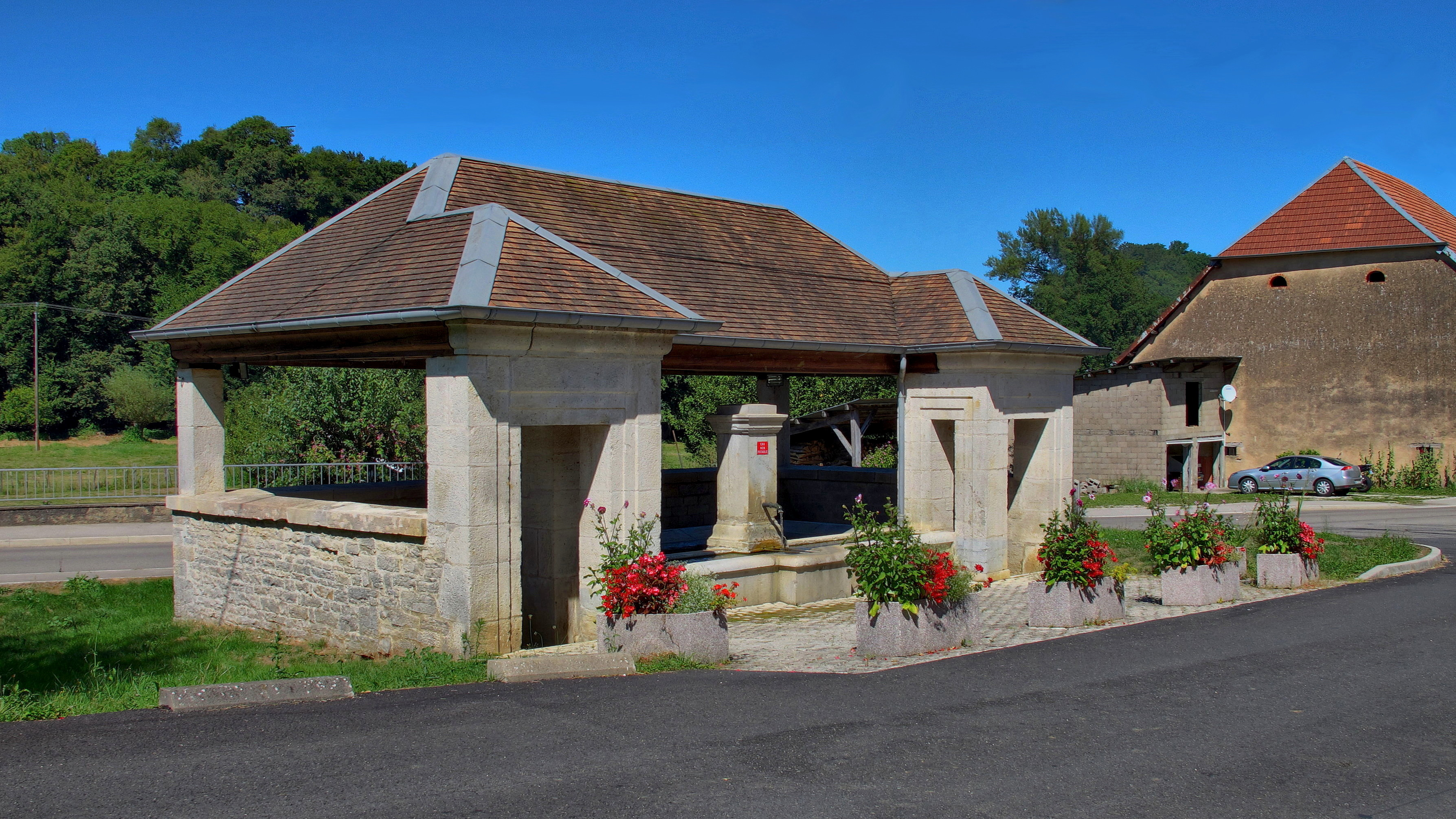
Fontaine-lavoir du bas.
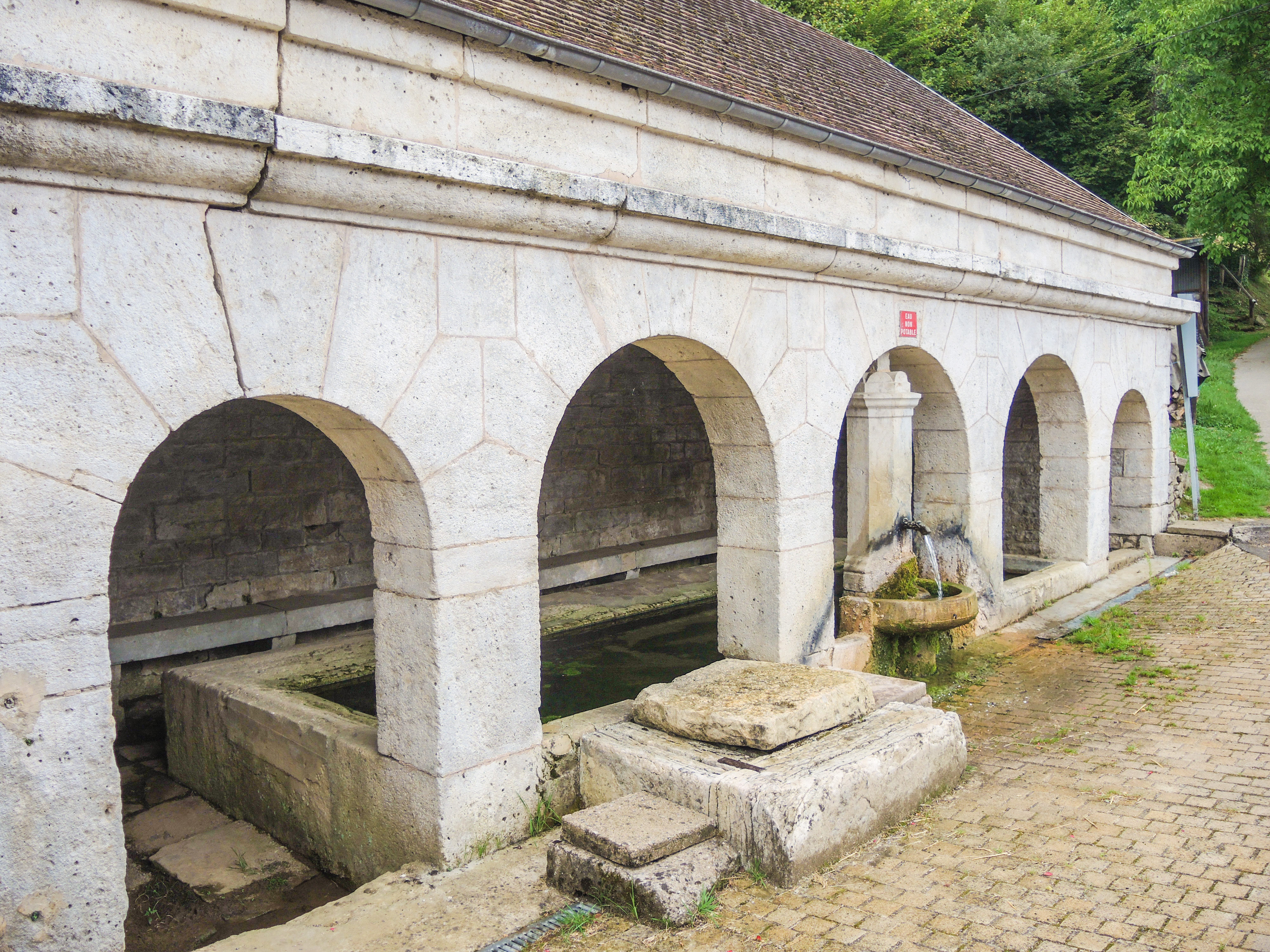
Fontaine-lavoir Saint-Guérin.
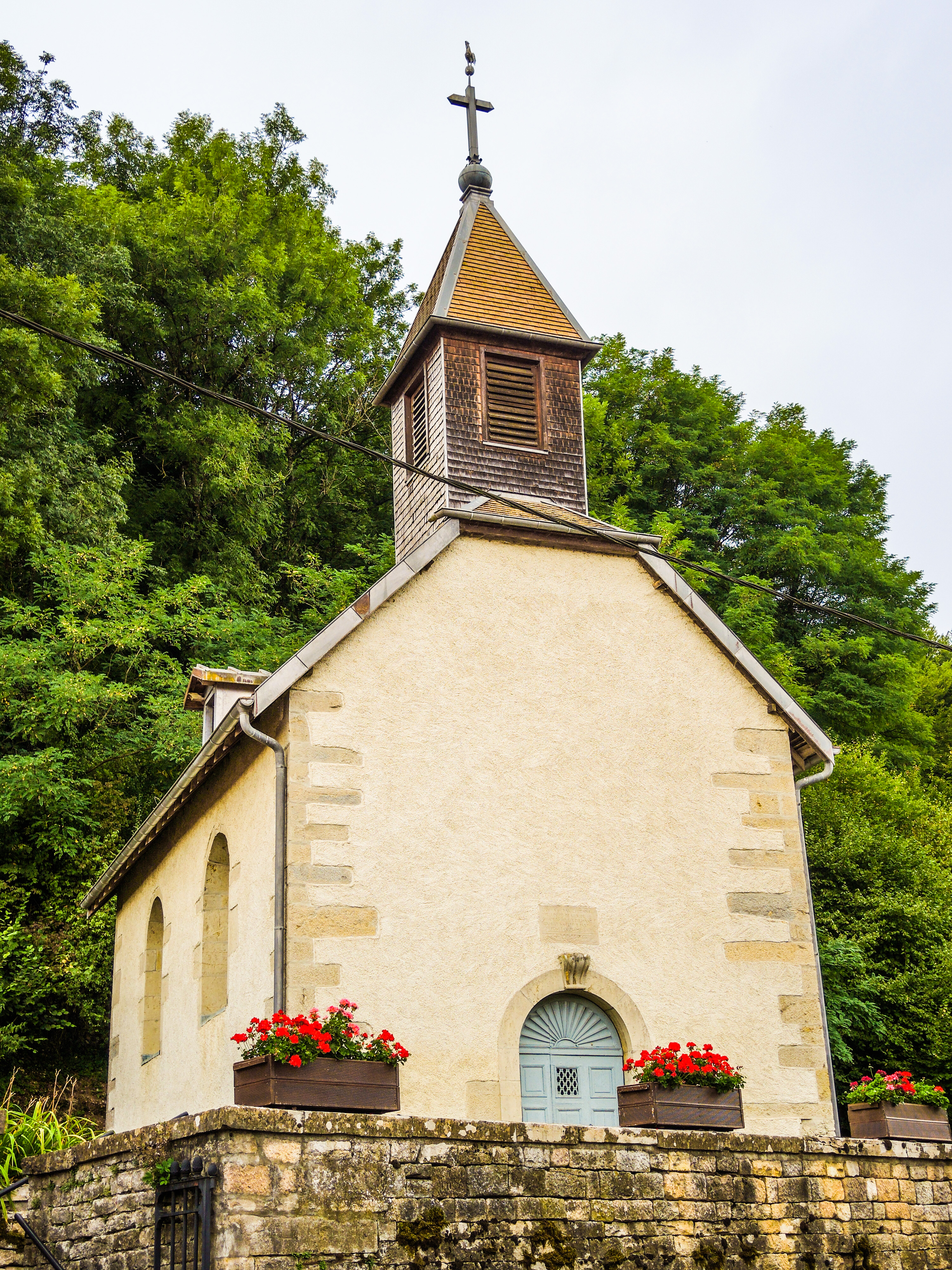
Chapelle Saint-Guérin.